# Pet Alien
Pet Alien (Maxcotas en España y Mascotas extraterrestres en Hispanoamérica), es una serie animada realizada en computadora producida por la compañía americana Taffy Entertainment y Mike Young Productions y coproducido con las empresas Antefilms (Francia), Crest Animation Studios (India) y Telegael Media Group (Irlanda), basado en la propiedad creada por Jeff Muncy de John Doze Studios, es transmitido en Canadá por Teletoon, en Latinoamérica por Cartoon Network, y en España por Cartoon Network, Boomerang, La 2, Clan, Canal Panda, Filmin y Disney Channel (España).

## Sobre la serie
La serie consiste en la vida de un niño de 13 años llamado Tomás (Tommy) Caddle que vive con cinco extraterrestres en la casa del faro en la ficticia ciudad de Bahía DeSpray
una nave de alienígenas se estrelló en su casa después de estar 300 años en el espacio.

## Personajes
- Thomas (Tommy) Cadle: Tommy es un chico castaño de 13 años, feliz y sensible, su dulce favorito es el Taffy, de vez en cuando se mete en problemas por la culpa de Dinko o de Gumpers. Está enamorado de su vecina Gabby.
- Dinko: Dinko es el extraterrestre más problemático del grupo. Siempre intenta ayudar a Tommy en problemas pero siempre termina empeorándolo.
- Gumpers: Gumpers es el extraterrestre más grande y el más glotón del grupo, La mayoría de las veces se lo ve comiendo en la cocina o eructando.
- Swankelheimer (Swankey): Swankey es el extraterrestre más arrogante y molesto del grupo. En variadas ocasiones intenta sacar o eliminar a Tommy, con el propósito de vivir en su cuarto. Su frase preferida es: "Papanatas".
- Flip: Flip es el extraterrestre más hiperactivo del grupo, parecido a un perico, No se le entiende bien su forma de hablar.
- Scruffy: Scruffy es el perro extraterrestre mascota de Dinko
- Melva Manners: La enemiga de Tommy, se le ve frecuente dándole órdenes a los demás. Grandville está enamorado de ella.
- Gabby: Vecina de Tommy, la cual está locamente enamorada de él.
- Granville DeSpray: Granville es el descendiente directo de los fundadores de Bahia DeSpray, tiene costumbres antiguas como "la hora del té", su casa está ubicada sobre la colina más alta del pueblo, en donde siempre espía con un periscopio a Tommy, siempre va acompañado de una estatua de una comadreja llamado "El Almirante Puff". Odia a Tommy por razones de celos (ya que cree que le gusta Melva). Está enamorado de Melva.
- Capitán Spangley: Llamado Capitán Centellas en Hispanoamérica. Es un viejo marinero (algo loco). Siente miedo al mar y a los crustáceos. Posee una tienda de dulces en el centro de la ciudad.
- Clinton Fillmore Jefferson XIII: Clinton es el deportista de la escuela, usualmente gana, es considerado como el bravucón de la escuela.

## Lista de episodios

### 1ª temporada
Nota: Se busca la versión en español del episodio
1. El niño con seis piernas / El emperador malvado
2. El asombroso y emocionante niño atómico / Cráter of Doom
3. El ataque del chico de 50 pies/ It Came from the Closet
4. The Bride of Gumpers / The Thing on the Corner
5. I Was a Teenage Bearded Boy / Escape from Detention X
6. La caja de la destrucción / Assault of a Rodent
7. Ellos vinieron del más allá / Tentáculos de terror
8. La gran masacre de la película/ The Day that Wouldn't End
9. Viene cuando duermes (Episodio navideño)/ El ataque de Scruffy
10. Sounds of Doom / Oscuridad
11. She Comes for Your Heart / La bestia que robo mi corazón
12. Night of the Walking Cannonball / It Landed on the Porch
13. Bay of the Triffid / El doctor de la muerte

### 2ª temporada
1. La invasión de la gente globo / The Little Monster Ball
2. The Land that Size Forgot / El día que la comida acabó
3. The Evil that Thumbs Do / Terror TV
4. Bad Blood from Beyond / The Day Time Stood Still
5. Horror Scope / Scare Affair
6. Stage Fright / Night of the Cat People
7. Return of the Ghastly Gobbler / Shipping and Handling Not Included
8. The Boy Who Became Something / Unleashed Beast of Fury
9. The Creature of the Spray Bay / El alienígena que vendió el mundo
10. Beware the Decider Maker / I Voted for an Alien
11. A Pirate and his Dog / They Took Tommy's Brain
12. The Boy Who Ate Too Much Taffy / The Floating Head
13. El día que el tiempo terminó / El día del juicio